# FB-22 (航空機)
FB-22 ストライクラプター
- 用途：爆撃機
- 分類：戦闘爆撃機
- 製造者：ロッキード・マーティン
- 運用者：アメリカ空軍
- 運用状況：計画中止

ロッキード・マーティン FB-22は、ロッキード・マーティンからアメリカ空軍に提案されていた、F-22の派生型の戦闘爆撃機（暫定爆撃プラットフォーム）である。

## 概要
FB-22（CONCEPTTMと表記され、非公式にStrike Raptor（ストライクラプター）またはRaptor Strike（ラプターストライク）と呼ばれる事もある）は、ロッキード・マーティンから、F-22の派生型戦闘爆撃機（暫定爆撃プラットフォーム）としてアメリカ空軍に提案された。FB-22の開発費用は50億ドルから70億ドル掛かると言われていた。初飛行は2013年までに行う予定で、2018年に実戦配備予定とされていた。しかし、2006年の四年ごとの国防計画見直しで米軍は開発コストがかからず発展性が大きい亜音速ステルス長距離爆撃機を望んだこと、2008年1月25日にボーイング、ロッキード・マーティンの次世代爆撃機の共同開発が発表されたこと、バラク・オバマ政権が母機であるF-22Aの生産を中止させたことなどにより、計画中止となった。
機体形状はF-22の胴体を延長し、主翼をデルタ翼化、垂直尾翼は従来のままと無尾翼化の二案が存在し、無尾翼化の場合はX-44の飛行データを流用した開発期間の短縮を行う予定であった。

## 機体概略
FB-22の概略は以下であるとされる。
- F-35と共通性の高いアビオニクス
- 外部搭載式のウエポンベイやステルスミサイルの運用が可能
- 原形機のウェポンベイを拡張し、GBU-39 SDB（小直径250ポンドGPS/INS誘導爆弾）を35発搭載可能
- 迷彩効果を高めるための帯電式外皮コーティングを採用
- 燃料搭載量を増やすため、可変式外皮パネルを使用する燃料タンクを搭載
- マッハ1.5での超音速巡航が可能
- B-2戦略爆撃機の75%の航続距離 (約9,000km)
- F-22との機体構造共通部は30%
- 15時間前後の作戦行動を行うために複座化
- コスト削減のためにM61A2と推力偏向システムを撤去
- AIM-120とAIM-9が搭載可能だが、自衛が主目的で対空戦闘能力は原形機に劣る。

## FB-22計画のキャンセル
FB-22計画がキャンセルとなった理由は以下の通りである。
- ベースであるF-22の価格が高い。
- イラクでの活動に莫大な軍事費を費やしている。
- 爆弾を全てウェポンベイに納めるためGBU-28を搭載できない可能性があり、使用可能な爆弾の種類がF-15E戦闘爆撃機より劣る可能性がある。加えてF-15Eは維持コストが安く(ベースのF-15の整備は11.3マンアワーで済み、F-22より整備用部品の供給が容易)、十分な対地攻撃能力と爆弾搭載量 (11.1t) を持ち、F-15由来の空戦能力が付与されている。これに対し、F-22Bの武装は自衛目的のため目視された場合の戦闘が不利になる恐れがある。
- B-1戦略爆撃機やB-2のミッションの一部しか引き継げず、航続距離が短く爆弾搭載量が少ないため費用対効果が悪い。